# Конституция Российской Федерации
Конститу́ция Росси́йской Федера́ции — высший нормативный правовой акт Российской Федерации. Принята на Всенародном голосовании 12 декабря 1993 года, вступила в силу 25 декабря 1993 года. Конституция обладает высшей юридической силой и закрепляет основы конституционного строя России, государственное устройство, права и свободы человека и гражданина, образование представительных, исполнительных, судебных органов власти и систему местного самоуправления, а также конституционные поправки и пересмотр Конституции.
По данным социологического опроса, проведённого ВЦИОМ в декабре 2017 года, 61 % опрошенных россиян считали Конституцию Российской Федерации документом полностью или скорее отвечающим нуждам страны и её народа.
В связи с принятием поправок на общероссийском голосовании 1 июля 2020 года, одобренных, согласно официальным данным, большинством россиян, в Основной закон внесены значительные изменения. Поправки вступили в силу 4 июля 2020 года.

## История конституции
В 1990—1991 годы происходил распад СССР. Все республики, в том числе РСФСР, приняли Декларации о своём государственном суверенитете. Съезд народных депутатов РСФСР принял Декларацию о государственном суверенитете РСФСР 12 июня 1990 года. В ней впервые была поставлена задача разработки новой Конституции РСФСР на основе провозглашённых в ней принципов, включая принцип разделения ветвей власти.

### Разработка проекта
16 июня 1990 года образована Конституционная комиссия I Съезда народных депутатов РСФСР, которая начала эту работу в Мраморном зале 14-го корпуса Кремля. Председателем комиссии назначен Председатель Верховного совета РСФСР Борис Ельцин, однако он на ее заседаниях не появлялся. Заместителем — первый заместитель Председателя Верховного совета РСФСР Руслан Хасбулатов, секретарём — народный депутат РСФСР Олег Румянцев. Сначала в состав комиссии вошли 102 человека, в т.ч., С. Шахрай, М. Митюков, О. Тиунов, В. Зорькин и др., но к ноябрю 1992 года её численность сократилась до 98 человек, в частности, из-за того, что три члена Конституционной комиссии были избраны в состав Конституционного суда РФ. 
К середине 1993 года в России существовало два основных варианта новой Конституции: проект Конституционной комиссии; с уклоном в парламентскую республику и проект Конституционного совещания с сильной президентской властью, одобренный президентом Ельциным. Предполагалось, что новый проект Конституции должен был быть принят Съездом народных депутатов России в ноябре 1993 года. В начале сентября предпринимались попытки объединить два проекта Конституции. Однако 21 сентября 1993 года Президент России Борис Ельцин издал указ № 1400 «О поэтапной конституционной реформе в Российской Федерации», согласно которому Съезд народных депутатов и Верховный совет России должны были прекратить свою деятельность, а также к 12 декабря должна была быть разработана новая Конституция. Через несколько часов Конституционный суд Российской Федерации заключил, что данный указ не соответствует ряду положений российской Конституции и служит основанием для отрешения президента Ельцина от должности Президента РФ. Результатом этого кризиса стали вооружённые столкновения на улицах Москвы и последующие действия войск, в ходе которых погибло не менее 158 человек и 423 были ранены.
В итоге проект Конституционного совещания вобрал в себя многие положения проекта Конституционной комиссии и был принят за основу при окончательной доработке Конституции с привлечением субъектов Российской Федерации, депутатов, их различных фракций, специалистов, рабочих групп. После значительной доработки этот проект Конституции был вынесен президентом на всенародное голосование.
По мнению Виктора Шейниса, одного из авторов конституции России, главного научного сотрудника Института мировой экономики и международных отношений РАН, «президентский проект» конституции создавался под эгидой трёх человек, Сергея Алексеева, Анатолия Собчака и Сергея Шахрая, они были лидерами процесса, но всего в Конституционном совещании участвовало более 800 участников, работали разные юристы. Сергей Шахрай выделяет двух основных авторов конституции — себя и Сергея Алексеева. Конституцию также помогали разрабатывать участники проекта «Rule of Law», финансируемого Агентством США по международному развитию. В результате совместной работы был выработан новый единый проект Конституции России, который в дальнейшем был вынесен президентом России на всенародное голосование и стал действующей Конституцией Российской Федерации по итогам голосования, прошедшего 12 декабря 1993 года.

### Принятие (1993)

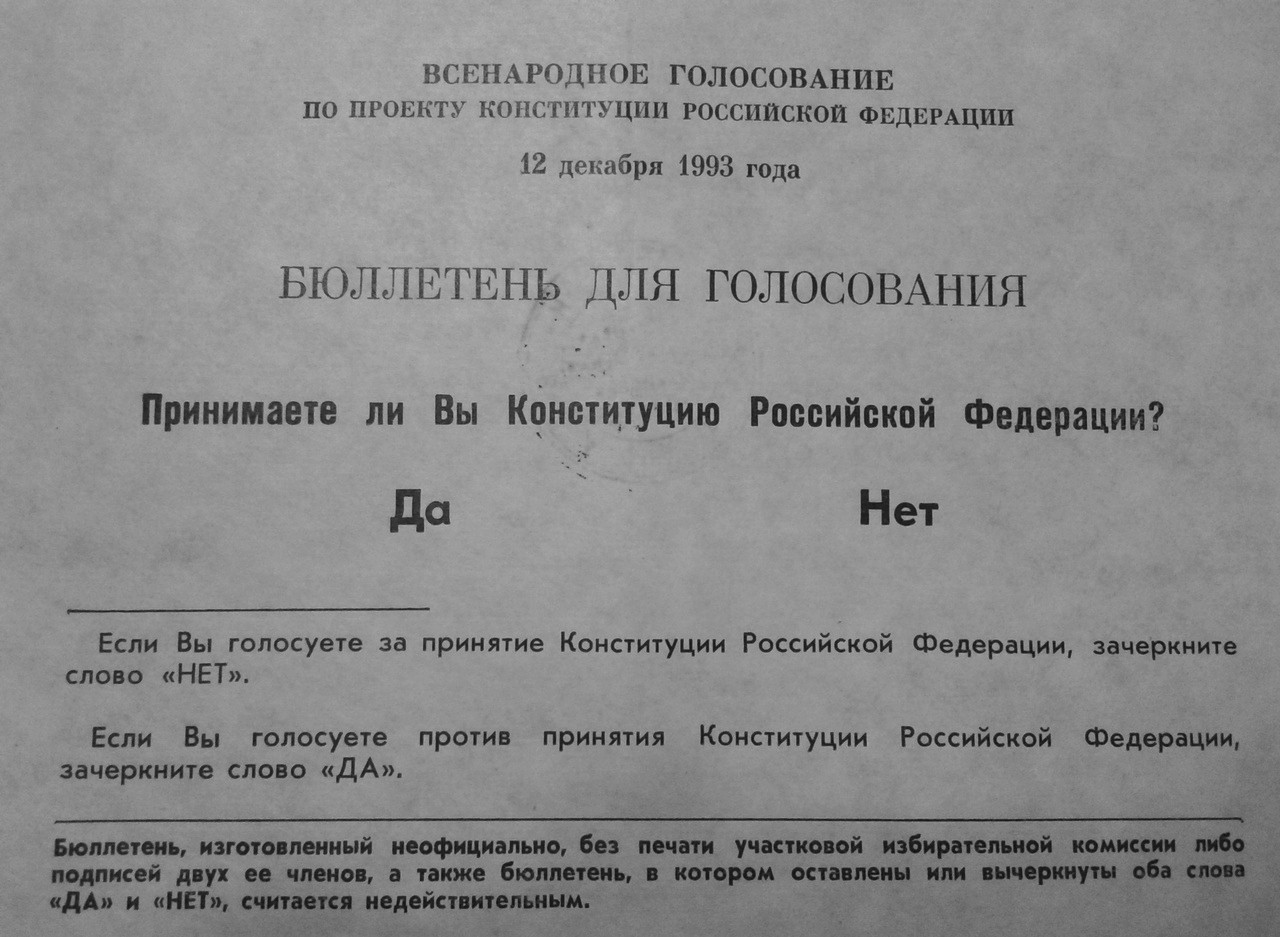
Бюллетень для голосования

15 октября 1993 года президент Борис Ельцин подписал указ о всенародном голосовании по проекту Конституции России и утвердил «Положение о всенародном голосовании по проекту Конституции Российской Федерации 12 декабря 1993 года». Существенным отличием указа Президента России «О проведении всенародного голосования по проекту Конституции Российской Федерации» от означенного Закона РСФСР «О референдуме» было положение о том, что Конституция России считалась бы принятой, если бы «за её принятие проголосовало более 50 процентов избирателей, принявших участие в голосовании» (п. «и» ч. 2 ст. 22 Положения о всенародном голосовании, утверждённого Указом), тогда как по Закону о референдуме решения по конституции считаются принятыми, только если «за них проголосовало более половины граждан РСФСР, внесённых в списки для участия в референдуме» (абз. 4 ст. 35 Закона РСФСР).
Голосование состоялось 12 декабря 1993 года. За принятие конституции проголосовало 58,43 %, против — 41,57 %. Новая конституция была принята и вступила в действие со дня её опубликования в «Российской газете» — 25 декабря 1993 года.

## Структура

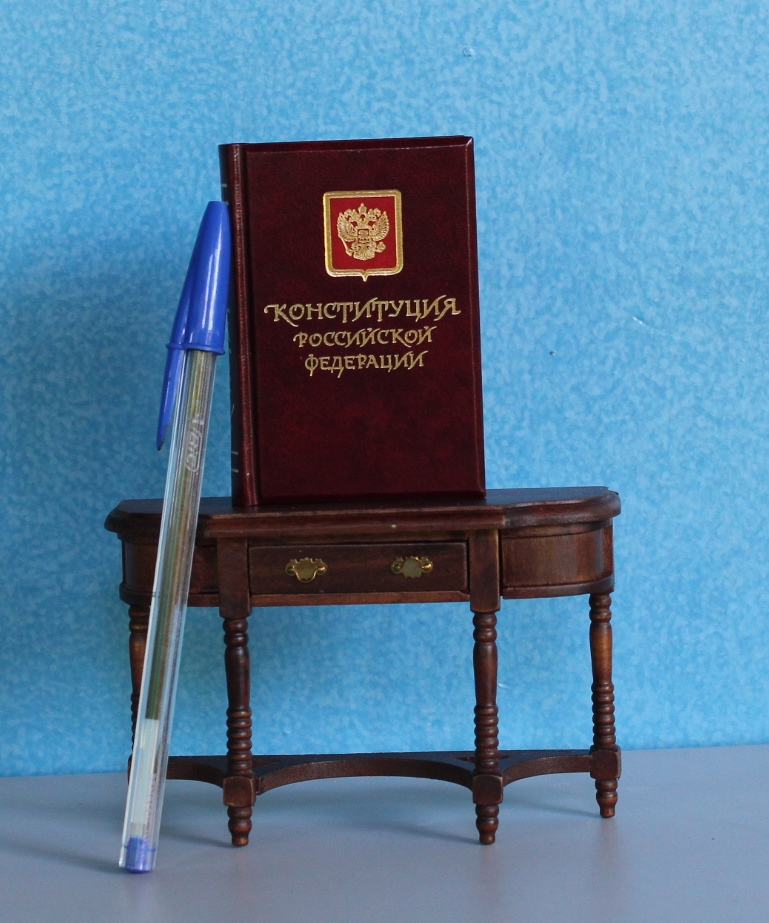
Иллюстративное миниатюрное издание издательства «Букос»

Действующая Конституция России состоит из Преамбулы и двух разделов. В Преамбуле провозглашается, что народ России принимает данную Конституцию; закрепляются демократические и гуманистические ценности; определяется место России в современном мире. Первый раздел включает 9 глав и состоит из 141 статьи (в соответствии с Законом РФ о поправке к Конституции РФ от 14.03.2020 N 1-ФКЗ «О совершенствовании регулирования отдельных вопросов организации и функционирования публичной власти», были добавлены к существующим 137 статьям ещё 5, а также одна утратила силу), закрепляющих основы политической, общественной, правовой, экономической, социальной систем в Российской Федерации, основные права и свободы личности, федеративное устройство Российской Федерации, статус органов публичной власти, а также порядок пересмотра Конституции и внесения в неё поправок. Второй раздел определяет заключительные и переходные положения и служит основой преемственности и стабильности конституционно-правовых норм.
Непосредственно структуру Конституции России можно отобразить следующим образом:
- Преамбула
- Раздел первый
  - Глава 1. Основы конституционного строя (статьи 1—16)
  - Глава 2. Права и свободы человека и гражданина (статьи 17—64)
  - Глава 3. Федеративное устройство (статьи 65—79.1)
  - Глава 4. Президент Российской Федерации (статьи 80—93)
  - Глава 5. Федеральное Собрание (статьи 94—109)
  - Глава 6. Правительство Российской Федерации (статьи 110—117)
  - Глава 7. Судебная власть и прокуратура (статьи 118—129)
  - Глава 8. Местное самоуправление (статьи 130—133)
  - Глава 9. Конституционные поправки и пересмотр Конституции (статьи 134—137)
- Раздел второй. Заключительные и переходные положения

## Конституционные поправки и пересмотр Конституции
Субъектами конституционной законодательной инициативы, то есть субъектами, которые могут вносить предложения о конституционных поправках и пересмотре положений Конституции, являются:
- Президент Российской Федерации;
- Совет Федерации;
- Государственная дума;
- Правительство Российской Федерации;
- законодательные (представительные) органы субъектов Российской Федерации;
- группа численностью не менее одной пятой членов Совета Федерации или депутатов Государственной думы.

Порядок внесения поправок в Конституцию и её пересмотра регламентируется главой 9 Конституции, которая предусматривает четыре вида конституционных поправок в зависимости от значимости вопросов, регулируемых той или иной частью Конституции:
1. пересмотр положений глав 1 (основы конституционного строя), 2 (права и свободы человека и гражданина) и 9 Конституции;
2. поправки к остальным главам (кроме статьи 65);
3. внесение изменений в статью 65 в связи с изменением наименования субъекта Российской Федерации;
4. внесение изменений в статью 65 в связи с изменением состава Российской Федерации.

Изменения в статью 65 не устанавливают каких-либо принципиальных положений, а лишь конкретизируют состав Российской Федерации на данный момент. Поэтому изменения в статью 65 Конституции вносятся в упрощённом порядке.

### Внесение изменений в статью 65 Конституции в связи с изменением наименования субъекта России
Часть 2 статьи 137 Конституции гласит:

 В случае изменения наименования республики, края, области, города федерального значения, автономной области, автономного округа новое наименование субъекта Российской Федерации подлежит включению в статью 65 Конституции Российской Федерации.

| Нормативный акт                                                  | До изменений                            | После                                    |
| ---------------------------------------------------------------- | --------------------------------------- | ---------------------------------------- |
| Указ президента Российской Федерации от 9 января 1996 г. № 20    | Ингушская Республика                    | Республика Ингушетия                     |
| Указ президента Российской Федерации от 9 января 1996 г. № 20    | Республика Северная Осетия              | Республика Северная Осетия — Алания      |
| Указ президента Российской Федерации от 10 февраля 1996 г. № 173 | Республика Калмыкия — Хальмг Тангч      | Республика Калмыкия                      |
| Указ президента Российской Федерации от 9 июня 2001 г. № 679     | Чувашская Республика — Чаваш Республики | Чувашская Республика — Чувашия           |
| Указ президента Российской Федерации от 25 июля 2003 г. № 841    | Ханты-Мансийский автономный округ       | Ханты-Мансийский автономный округ — Югра |
| Указ президента Российской Федерации от 27 марта 2019 г. № 130   | Кемеровская область                     | Кемеровская область — Кузбасс            |

### Внесение изменений в статью 65 Конституции в связи с изменением состава России
В соответствии с частью 1 статьи 137 Конституции:

Изменения в статью 65 Конституции Российской Федерации, определяющую состав Российской Федерации, вносятся на основании федерального конституционного закона о принятии в Российскую Федерацию и образовании в её составе нового субъекта Российской Федерации, об изменении конституционно-правового статуса субъекта Российской Федерации.
Аннексия территорий Украины в ходе российско-украинской войны в 2014 и 2022 годах получила международное осуждение. Россия образовала 6 субъектов в ее составе. Российские документы, оформившие аннексию украинских территорий, и измененная Конституция содержат территориальные претензии на земли Украины, которые Россия не захватила и не оккупировала: так, Украина контролирует Запорожье, областной центр Запорожской области, а областной центр Херсонской области город Херсон был освобожден украинской армией вскоре после формальной аннексии Херсонской области Россией. Данные изменения выделены в таблице бежевым цветом.
| Федеральный конституционный закон | Дата внесения изменений | Исключено из статьи 65                                                       | Включено в статью 65                                     |
| --------------------------------- | ----------------------- | ---------------------------------------------------------------------------- | -------------------------------------------------------- |
| от 25 марта 2004 года № 1         | 1 декабря 2005          | Пермская область, Коми-Пермяцкий автономный округ                            | Пермский край                                            |
| от 14 октября 2005 года № 6       | 1 января 2007           | Таймырский (Долгано-Ненецкий) автономный округ, Эвенкийский автономный округ | —                                                        |
| от 12 июля 2006 года № 2          | 1 июля 2007             | Камчатская область, Корякский автономный округ                               | Камчатский край                                          |
| от 30 декабря 2006 года № 6       | 1 января 2008           | Усть-Ордынский Бурятский автономный округ                                    | —                                                        |
| от 21 июля 2007 года № 5          | 1 марта 2008            | Читинская область, Агинский Бурятский автономный округ                       | Забайкальский край                                       |
| от 21 марта 2014 года № 6         | 21 марта 2014           | —                                                                            | Республика Крым, город федерального значения Севастополь |
| от 4 октября 2022 года № 5        | 4 октября 2022          | —                                                                            | Донецкая Народная Республика                             |
| от 4 октября 2022 года № 6        | 4 октября 2022          | —                                                                            | Луганская Народная Республика                            |
| от 4 октября 2022 года № 7        | 4 октября 2022          | —                                                                            | Запорожская область                                      |
| от 4 октября 2022 года № 8        | 4 октября 2022          | —                                                                            | Херсонская область                                       |

### Поправки к главам 3—8 Конституции
Статья 136 Конституции гласит:

Поправки к главам 3—8 Конституции Российской Федерации принимаются в порядке, предусмотренном для принятия федерального конституционного закона, и вступают в силу после их одобрения органами законодательной власти не менее чем двух третей субъектов Российской Федерации.
Данные вопросы также урегулированы в Федеральном законе от 6 февраля 1998 года «О порядке принятия и вступления в силу поправок к Конституции Российской Федерации».
Поправки в главы 3—8 должны быть одобрены двумя третями голосов депутатов Государственной Думы и тремя четвертями голосов членов Совета Федерации. После этого предложение о внесении конституционных поправок направляется законодательным (представительным) органам субъектов Российской Федерации. В течение года данное предложение должно быть одобрено законодательными (представительными) органами не менее чем в двух третях субъектов Российской Федерации. После установления результатов рассмотрения, Совет Федерации в течение семи дней направляет закон Российской Федерации о поправке к Конституции Российской Федерации президенту, который в течение четырнадцати дней подписывает и опубликовывает его.

### Пересмотр положений глав 1, 2 и 9 Конституции
В статье 135 Конституции Российской Федерации указано, что должен быть принят Федеральный конституционный закон о Конституционном собрании, однако такой закон не принят.
Пересмотр Конституции отличается от внесения конституционных поправок тем, что в первом случае итогом является принятие новой конституции, а во втором — вносятся поправки в существующую Конституцию. При этом поправки могут быть внесены лишь в главы 3—8 Конституции. Для изменения же положений глав 1, 2 и 9 должна быть начата процедура пересмотра Конституции в соответствии со ст. 135 гл. 9 Конституции.
Процедура пересмотра Конституции Российской Федерации начинается с внесения субъектом конституционной законодательной инициативы предложения о пересмотре Конституции в Государственную думу. Если это предложение будет принято Государственной думой (необходимо не менее трёх пятых голосов), то оно в течение пяти дней направляется в Совет Федерации (который также должен одобрить его тремя пятыми голосов). После этого должно быть созвано Конституционное собрание — особый учредительный орган, порядок формирования и деятельности которого должны быть прописаны в специальном Федеральном конституционном законе. Конституционное собрание принимает одно из следующих решений:
- подтверждает неизменность Конституции;
- разрабатывает проект новой Конституции, который:
  - принимается самим Конституционным собранием двумя третями голосов

или
- выносится на всенародное голосование, где проект должен быть одобрен более одной второй от числа избирателей, принявших участие в голосовании, при условии, что в нём приняло участие не менее половины избирателей.

### Поправки 2020 года
В конце января 2020 года президент России Владимир Путин внёс в Госдуму законопроект о поправке в Конституцию РФ; после ряда разнородных изменений он был принят в марте 2020 как 1-ФКЗ. Изменения Основного закона посвящены новым требованиям, выдвигаемым к президенту, членам правительства и госчиновникам разного уровня, закрепляют социальные гарантии государства перед гражданами, меняют круг полномочий парламента, запрещают отчуждение федеральных территорий, устанавливают статус русского языка, закрепляют приоритет национального законодательства перед международным в случае его противоречия Конституции России. Кроме того, поправки позволяют действующему президенту вновь баллотироваться на этот пост в 2024 году (ранее не обсуждавшееся т. н. обнуление).
Конституционные изменения были вынесены на общероссийское голосование, состоявшееся 1 июля 2020 года, по официальным результатам которого были одобрены 77,92 % участников голосования. 3 июля Президент подписал указ об официальном опубликовании текста Конституции Российской Федерации с внесёнными в неё поправками. Новая редакция Конституции вступила в силу 4 июля 2020 года.

## Отличия Конституции от законов
Конституция России:
- закрепляет государственный строй, основные права и свободы, определяет форму государства и систему высших органов государственной власти;
- обладает высшей юридической силой;
- обладает прямым действием (положения конституции должны выполняться вне зависимости от того, противоречат ли им другие акты);
- отличается стабильностью, обусловленной особым, усложнённым порядком принятия и изменения;
- является базой для текущего законодательства.

## Конституция и ограничение прав и свобод человека и гражданина
Несмотря на то, что права человека и гражданина в соответствии с Конституцией России являются высшей ценностью, Конституция России допускает их ограничение. На основании ст. 55 Конституции России, такие ограничения должны удовлетворять следующим требованиям:
- ограничение прав не должно достигать таких размеров, при которых можно будет говорить об отмене или даже умалении отдельных прав человека и гражданина, подразумевающем законодательное установление в сфере соответствующих прав и свобод меры свободы меньшей, чем необходимая с точки зрения основного содержания этих прав и свобод;
- никакие ограничения прав и свобод человека и гражданина не могут быть сделаны на основе подзаконных актов;
- исчерпывающим перечнем оснований для ограничения прав и свобод человека и гражданина является «защита основ конституционного строя, нравственности, здоровья, прав и законных интересов других лиц, обеспечения обороны страны и безопасности государства»;
- ограничение права и свобод не должно превышать минимально необходимую меру, позволяющую реализовать приведённые в предыдущем пункте цели;
- должны одновременно выполняться все перечисленные в пп. 1—4 требования, а также остальные требования Конституции России.

В противном случае ограничение прав и свобод человека считается антиконституционным.
Вышеуказанные требования входят в так называемые «генеральные клаузулы», в соответствии с которыми допускается ограничение прав и свобод человека в Российской Федерации. Тем не менее, отдельные статьи второй главы Конституции России содержат специальные основания ограничения тех или иных прав. К примеру, право собственности на землю в соответствии с ч. 2 ст. 36 Конституции России осуществляется свободно, если это не наносит ущерба окружающей среде. Таким образом, требование защиты окружающей среды является специальным конституционным основанием ограничения права собственности.
Некоторые из оснований ограничения прав граждан, в частности, «защита <…> нравственности, здоровья, прав и законных интересов других лиц, обеспечения обороны страны и безопасности государства», являются весьма растяжимыми с нормативной точки зрения. Обращая внимание на критерии оправданности применения ограничений, Конституционный Суд России указал: «Публичные интересы, перечисленные в статье 55 (часть 3) Конституции Российской Федерации, могут оправдывать правовые ограничения прав и свобод, только если такие ограничения адекватны социально необходимому результату».
Конституционный Суд России также воспринял ряд принципов, введённых в практику Европейским Судом по правам человека в качестве необходимых для ограничения прав условий. Так, в одном из постановлений КС России было установлено, что «ограничения права собственности, равно как и свободы предпринимательской и иной экономической деятельности могут вводиться федеральным законом, если только они необходимы для защиты других конституционно значимых ценностей, в том числе прав и законных интересов других лиц, отвечают требованиям справедливости, разумности и соразмерности (пропорциональности), носят общий и абстрактный характер, не имеют обратной силы и не затрагивают само существо данного конституционного права».

## Издания
Официальное издание Конституции Российской Федерации осуществляет московское издательство «Юридическая литература». Осуществлено шесть официальных изданий основного закона: в 1993, 1997, 2005, 2009, 2011 годах, а также в 2014 году и публикация текста Конституции в Российской газете. Существуют десятки переизданий Конституции Российской Федерации, в том числе в художественном исполнении, например, «Артконституция», Конституция в карикатурах, Рукописная (каллиграфическая) Конституция, «Иллюстрированная Конституция России» и Конституция в специальном варианте для слепых людей.

## Переводы
До 2014 года на сайте kremlin.ru размещался официальный перевод Конституции России на английский язык, кроме этого существуют множество альтернативных переводов, например, отличающийся от государственного варианта перевод системы «Гарант».
Издательство администрации Президента «Юридическая литература» неоднократно издавало сборник текстов Конституции, включающий её переводы на английский, французский, немецкий и испанский языки (ISBN 978-5-7260-1082-3 — издание 2008 года на 5 языках).
«В соответствии с Указом Президента Российской Федерации эти переводы, единственные в Российской Федерации, признаются аутентичными тексту оригинала действующей Конституции», — написано на сайте издательства.

## Фильмы о Конституции Российской Федерации
- «Конституционная практика», ВГТРК, 2013.
- «Основной закон», «НТВ», 2013.

## Нумизматика
10 декабря 2018 года была выпущена памятная монета из медно-никелевого сплава номиналом 25 рублей «25-летие принятия Конституции Российской Федерации». На реверсе монеты расположено рельефное изображение раскрытой книги с рисунком герба Российской Федерации на левой странице и надписью «КОНСТИТУЦИЯ РОССИЙСКОЙ ФЕДЕРАЦИИ» на правой странице. Памятная монета вышла тиражом 1 000 000 и является законным средством наличного платежа на территории РФ.

## Филателия

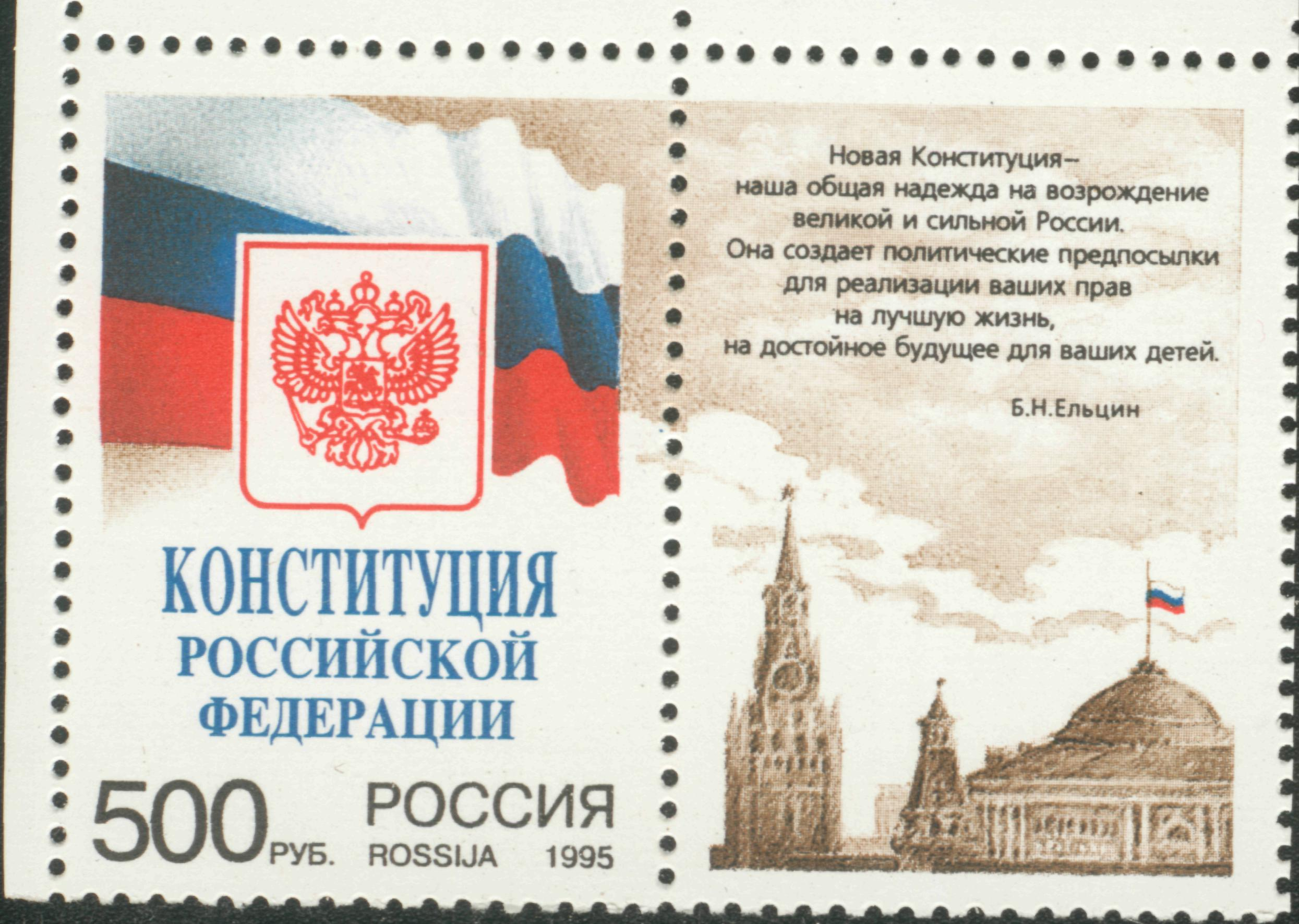
Конституция России, почтовая марка с купоном. 1995
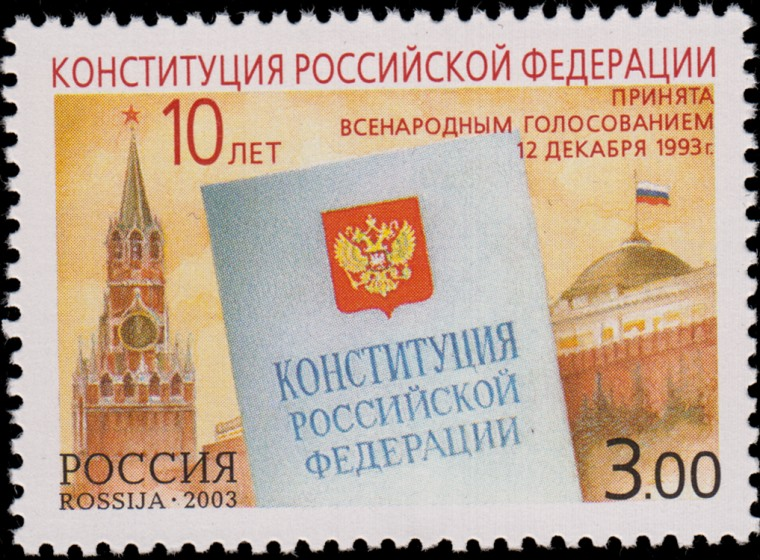
Почтовая марка 2003 год. 10-летие принятия Конституции Российской Федерации.
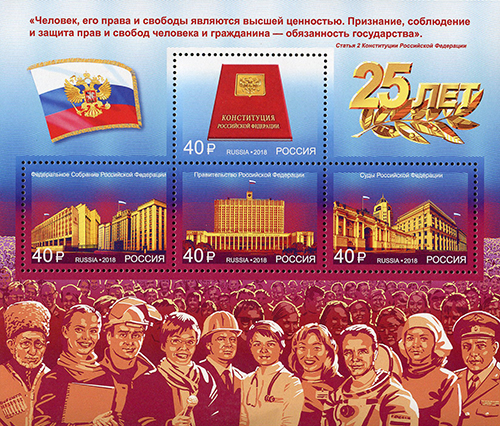
Почтовый блок «25 лет Конституции Российской Федерации». 2018 год